# Debat de la cuina
El debat de la cuina de 25 de juliol de 1959 va ser una conversa televisada mantinguda a Moscou entre l'aleshores vicepresident dels Estats Units Richard Nixon i el premier de l'URSS Nikita Khrusxov.
Es van mantenir en el marc d'una exposició americana al parc Sokolniki de Moscou. Va ser retransmesa en directe als Estats Units i en diferit, dos dies després, a la Unió Soviètica. Ambdós mandataris van utilitzar intèrprets. El nom popular de «debat de la cuina» va ser originat per l'èmfasi de Nixon en els assoliments del sistema capitalista que representaven els electrodomèstics de línia blanca (l'escenari principal del debat era un pis de mostra, tallat pel mig per oferir visibilitat equipat amb electrodomèstics).

## Història
El debat de la cuina era la primera trobada a alt nivell des de la cimera de Ginebra de 1955. Encara no s'estava plenament en la Guerra freda però l'URSS ja havia llançat amb èxit el satèl·lit artificial Spútnik. Els dos personatges discutien els mèrits dels seus respectius sistemes econòmics: capitalisme i comunisme i feren menció als seus assoliments industrials. Nixon remarcava que un treballador estatunidenc podia comprar tot tipus d'electrodomèstics incloent els rentaplats (pensats per a les dones) Khrusxov deia que a l'URSS no es dedicaven al luxe sinó a coses pràctiques i satíricament, per exemple, va dir si els americans ja havien inventat una màquina que posés el menjar dins la boca i l'empenyés cap avall. També es mostrà escèptic que la retransmissió televisada als Estats Units traduís completament les seves paraules del rus a l'anglès.

## Resultat
El debat no estava dins dels marges d'un encontre diplomàtic, no es van tocar els temes de seguretat internacional que aleshores interessaven. A la Unió Soviètica no va canviar res. Nixon va augmentar la seva popularitat, mostrant-se com anticomunista, però no li va servir per guanyar les eleccions de 1960 a la presidència dels Estats Units contra John Fitzgerald Kennedy.